# 苏勒
苏勒（法語：Soule，法語發音：[sul]）是法国大西洋比利牛斯省的一个历史地区，首府莫莱翁-利沙尔。苏勒是巴斯克地區的一部分，也是巴斯克地区七个历史省份中最小者。